# 岡山弥清
岡山 弥清（おかやま みつきよ）は、江戸幕府の旗本。高家吉良義弥の次男。

## 生涯
寛永9年（1632年）9月28日、将軍徳川家光に初謁。寛永13年（1636年）12月27日から書院番士として出仕。寛永16年（1639年）12月13日から切米300俵を支給された。弥清は吉良家から別家を立てて岡山を称しているが、吉良家の所領・吉良荘に岡山の地名がある（現：愛知県西尾市吉良町岡山）。

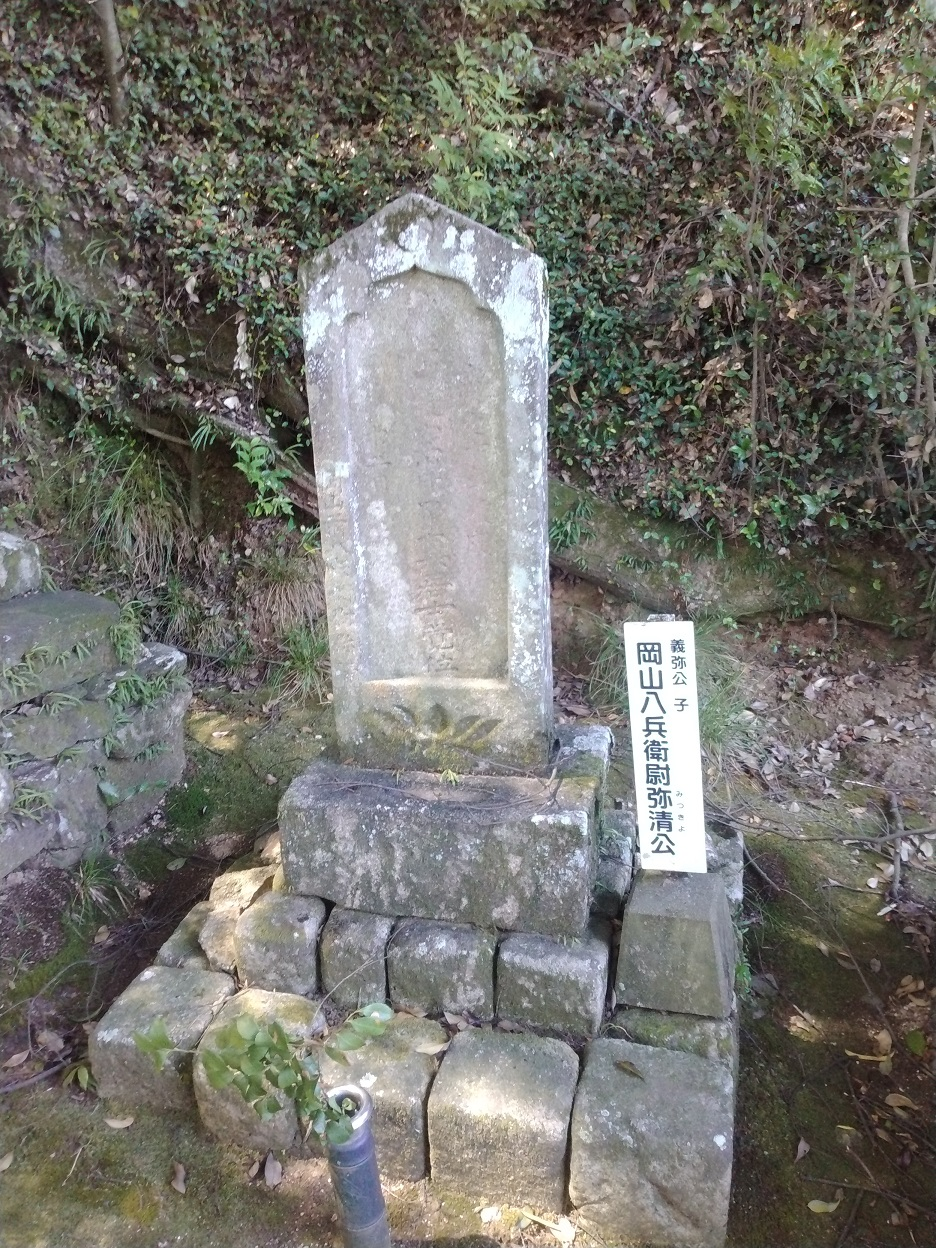
岡山弥清の墓(西尾市華蔵寺)

寛文10年（1670年）4月12日没。享年は不詳。吉良家菩提寺である江戸市谷の万昌院（のち牛込に移転）に葬られた。
養子の弥信が旗本岡山家を継いだが、弥信はのちに禄を離れている。

## 系譜
父母
- 父：吉良義弥
- 母：今川範以の娘

室
- 正室：品川高久の娘

子女
『寛政重修諸家譜』には、早世した2子を含む実子4名と、養子1名が記されている。
- 某（早世）
- 某（早世）
- 今川氏堯（いまがわ うじなり）
今川直房（範以の子で）の養子となり、高家今川家を継いだ。養父直房とは又甥の関係である。（父弥清が直房の甥）
- 養子：岡山弥信（おかやま みつのぶ）
主税、八兵衛、民部。実父については「某氏」としか記されていない。寛文10年（1670年）7月8日に家督を継承、小普請組に入る。延宝4年（1676年）に御書院番士になるが、「勤士の志なきにより」[1]元禄5年（1692年）3月28日に切米を収公。吉良義央のもとに寄寓した。
- 岡山清常（おかやま きよつね）

三左衛門を称した。

## 註
1. ↑  『寛政重修諸家譜』